# 島田一輝 (アナウンサー)
島田 一輝（しまだ いっき、1998年2月6日 - ）は、テレビ東京の社員。元アナウンサー。

## 来歴・人物
福岡県生まれ、東京都育ち。成城中学校・高等学校、慶應義塾大学法学部法律学科卒業後、2020年テレビ東京に入社。
中学・高校時代はテニス部、大学時代はラクロス部に所属していた。

## 過去の出演番組

### テレビ
- ニュースモーニングサテライト（2020年9月23日）- 野沢春日の代役出演
- 7スタライブ（2020年9月25日）- 中垣正太郎の代役出演
- なないろ日和!（2020年10月5日[注釈 1] - 、水・木曜担当）
- 追跡LIVE! Sports ウォッチャー（2021年4月3日 - 、土・日曜担当）
- ニュースモーニングサテライト（2021年4月7日 - 、水曜担当） - サブキャスター[注釈 2]
- TXN NEWS（不定期）
- みんなのスポーツ Sports for All（2022年4月4日 - 2023年3月25日、土・日曜担当）

### テレビアニメ
- ポケットモンスター 夏休み直前1時間スペシャル!（2021年7月2日） - PWCSニュースキャスター 役